# Оптимальный приём сигналов
Оптимальны́й приём сигна́лов — область радиотехники, в которой обработка принимаемых сигналов осуществляется на основе методов математической статистики.

## История
По мнению В. И. Тихонова на возможность использования статистических методов в радиотехнике, по-видимому впервые, непосредственно указали работы А. Н. Колмогорова и Н. Винера по синтезу оптимальных линейных фильтров. В 1946 году В. А. Котельников в своей диссертации впервые сформулировал задачи оценки оптимальных параметров сигналов на фоне аддитивного гауссовского шума и нашёл их решения. В середине 1950-х годов были решены некоторые задачи оптимального приёма сигналов в каналах с флуктуационным шумом, неопределённой фазой и рэлеевскими замираниями.
В конце 1950-х и начале 1960-х годов стали развиваться
- оптимальные методы приёма стохастических пространственно-временных сигналов[3]
- оптимальные методы приёма в каналах с флуктуационным шумом и селективными замираниями по частоте и времени[3]

До начала 1960-х годов методы оптимальной обработки сигналов разрабатывались применительно к задачам радиотехники, в первую очередь касающимся радиолокации и связи. После методы оптимальной обработки стали применяться также и в других предметных областях, в частности гидроакустике, где помехи имеют более сложную структуру, чем в радиолокации. Кроме того, среда распространения гидроакустических колебаний существенно неоднородна. В результате развития теории оптимальной обработки сигналов с учётом гидроакустической специфики сформировалась теория оптимальной обработки гидроакустических сигналов, учитывающая неоднородный характер гидроакустической среды распространения колебаний и сложный характер помеховой обстановки.
Примерно с 1970-х годов начинали развиваться методы совместного различения сигналов и оценивания их параметров

## Задачи
Задачами теории оптимального приёма сигналов являются обнаружение сигнала, различение сигналов, оценка параметров сигнала, фильтрация сообщений, разрешение сигналов и распознавание образов. Для их описания допустим, что принимаемый сигнал {\displaystyle r(t)} представляет собой сумму сигнала {\displaystyle s(t,\lambda )} и аддитивной помехи {\displaystyle n(t)}:
{\displaystyle r(t)=s(t,\lambda )+n(t)},
где {\displaystyle \lambda } — параметр сигнала {\displaystyle s(t,\lambda )}, который в общем случае является векторным, {\displaystyle n(t)} — аддитивный белый гауссовский шум.
Используя это предположение, основные задачи теории оптимального приёма сигналов можно описать следующим образом.

### Обнаружение сигнала
Допустим, что в принятом сигнале {\displaystyle r(t)} может присутствовать или отсутствовать сигнал {\displaystyle s(t,\lambda )}, то есть принимаемый сигнал {\displaystyle r(t)} равен{\displaystyle r(t)=\alpha s(t,\lambda )+n(t)},
где случайная величина {\displaystyle \alpha } может принимать значения 0 (сигнал отсутствует) или 1 (сигнал присутствует); {\displaystyle s(t,\lambda )} — наблюдаемый на интервале наблюдения [0, T] детерминированный сигнал. При решении задачи обнаружении сигнала необходимо определить наличие сигнала {\displaystyle s(t,\lambda )} в {\displaystyle r(t)}, то есть оценить значение параметра {\displaystyle \alpha }. При этом возможны два варианта. Априорные данные — вероятности {\displaystyle p_{p}}{\displaystyle _{r}(t,\alpha =0)} и {\displaystyle p_{p}}{\displaystyle _{r}(t,\alpha =1)} — могут быть известны или нет.
Сформулированная задача обнаружения сигнала является частным случаем общей задачи статистической проверки гипотез. Гипотезу об отсутствии сигнала будем обозначать {\displaystyle H_{0}}, а гипотезу о наличии сигнала — {\displaystyle H_{1}}.
Если априорные вероятности {\displaystyle P_{pr}(H_{0})} и {\displaystyle P_{pr}(H_{1})} известны, то можно использовать критерий минимума среднего риска (байесовский критерий) {\displaystyle R}:
{\displaystyle R=\sum _{i,k=0}^{1}P_{pr}(H_{i})Q_{ik}\int \limits _{X_{k}}W(x|H_{i})dx},
где {{\displaystyle Q_{ik}}} — матрица потерь, а {\displaystyle W(x|H_{i})} — функция правдоподобия выборки наблюдаемых данных, если предполагается истинность гипотезы {\displaystyle H_{i}}.
В этом случае, если априорные вероятности {\displaystyle P_{pr}(H_{0})} и {\displaystyle P_{pr}(H_{1})} неизвестны, то с пороговым значением {\displaystyle h_{0}} сравнивается отношение правдоподобия {\displaystyle l_{0}}:
{\displaystyle l_{0}={\frac {F(r|H_{1})}{F(r|H_{0})}}=exp({\frac {2}{N}}\int \limits _{0}^{T}r(t)s(t)dt-E/N)},
где E — энергия сигнала, а N — односторонняя спектральная плотность гауссовского аддитивного белого шума. Если {\displaystyle l_{0}>h_{0}}, то принимаете гипотеза о наличии сигнала, иначе о его отсутствии на интервале наблюдения [{\displaystyle 0,T}].
Если априорные вероятности {\displaystyle P(H_{0})} и {\displaystyle P(H_{1})} известны, то решение о наличии сигнала принимается на основе сравнения отношения апостериорных вероятностей {\displaystyle l_{1}} с некоторым пороговым значением {\displaystyle h_{1}}:
{\displaystyle l_{1}={\frac {P_{ps}(H_{1})}{P_{ps}(H_{0})}}={\frac {P_{pr}(H_{1})}{P_{pr}(H_{0})}}exp({\frac {2}{N}}\int \limits _{0}^{T}r(t)s(t)dt-E/N)}.
Если {\displaystyle l_{1}>h_{1}}, то принимаете гипотеза о наличии сигнала, иначе о его отсутствии на интервале наблюдения [{\displaystyle 0,T}].
Задача обнаружения часто встречается в радиолокации и других областях радиотехники.

### Различение сигналов
Допустим, что в принятом сигнале {\displaystyle r(t)} может присутствовать только один из двух сигналов {\displaystyle s_{1}(t,\lambda _{1})} и {\displaystyle s_{2}(t,\lambda _{2})} , то есть принимаемый сигнал {\displaystyle r(t)} равен
{\displaystyle r(t)=\alpha s_{1}(t,\lambda _{1})+(1-\alpha )s_{2}(t,\lambda _{2})+n(t)},
где {\displaystyle \alpha } — случайная величина, которая может принимать значения 1 или 0. Если {\displaystyle \alpha =1} , то в {\displaystyle r(t)} с вероятностью {\displaystyle p_{1}} присутствует сигнал {\displaystyle s_{1}(t,\lambda _{1})} ; если {\displaystyle \alpha }=0 , то в {\displaystyle r(t)} с вероятностью {\displaystyle p_{2}} присутствует сигнал {\displaystyle s_{2}(t,\lambda _{2})}. В данном случае оценка параметра {\displaystyle \alpha } является задачей различения двух сигналов. Задача различения более двух сигналов может быть сформулирована аналогично.
Если все кроме одного сигнала нулевые, то задача различения сигналов сводится к задаче обнаружения сигнала.
Задача различения сигналов часто встречается в радиосвязи и других областях радиотехники.

### Оценка параметров сигнала
Если параметр сигнала {\displaystyle \lambda } — случайная величина с априорной плотностью вероятности, то задачей оценки параметра сигнала является определение значения этого параметра с наименьшей погрешностью. Если требуется оценить несколько параметров сигнала, то такая задача называется совместной оценкой параметров сигнала.
Оценка параметров сигнала часто возникает в радиолокации, радионавигация и других областях радиотехники.

### Фильтрация сообщений
Если параметр сигнала {\displaystyle \lambda } случайно меняется на интервале наблюдения и является информационным сообщением {\displaystyle \lambda (t)}, то есть случайным процессом с известными статистическими характеристиками, то задачей фильтрации является определение {\displaystyle \lambda (t)} с наименьшей погрешностью. В общем случае информационных сообщений может быть несколько.
Задача фильтрации часто возникает в радиосвязи и телеметрии.

### Разрешение сигналов
Задача разрешения сигналов подразумевает одновременное наличие в аддитивной смеси двух или более сигналов, разделяющих один и тот же частотный и временной ресурс. Разрешением в данных условиях будет называться оценка дискретных и непрерывных параметров каждого из сигналов, входящих в смесь.

### Распознавание образов
При распознавании образов выявляется принадлежность рассматриваемого объекта (предмета, явления, сигнала и др.) к одному из заранее известных классов.